# Scyphostegia borneensis
Scyphostegia es un género monotípico de plantas perteneciente a la familia Salicaceae. Su única especie: Scyphostegia borneensis, es originaria del al norte de la isla de Borneo.

## Descripción
Son árboles pequeños con las hojas pequeñas dispuestas en dos filas, con un corto pecíolo y el borde serrado. Flores dioicas. La inflorescencia generalmente en racimos o panículas en la parte superior de los tallos. Las flores son tubulares. La fruta es una cápsula gruesa y agrietada.

## Taxonomía
Scyphostegia fue descrito por Otto Stapf y publicado en Transactions of the Linnean Society of London, Botany 4(2): 218, en el año 1894.